# François Delecour
François Delecour (ur. 30 sierpnia 1962 w Hazebrouck) – francuski kierowca rajdowy. W swojej karierze był członkiem takich zespołów jak: Ford, Peugeot i Mitsubishi. Jego pilotami byli między innymi Christian Gilbert, Daniel Grataloup i Dominique Savignoni.
Swoją karierę rajdową Delecour rozpoczął w 1981 roku, a jego pierwszym samochodem było Autobianchi A112 Abarth. W styczniu 1984 roku zadebiutował w Rajdowych Mistrzostwach Świata zajmując 67. miejsce w Rajdzie Monte Carlo samochodem Talbot Samba. W styczniu 1991 roku podczas Rajdu Monte Carlo po raz pierwszy w karierze stanął na podium tej konkurencji, gdy zajął 3. miejsce. Pierwsze zwycięstwo odniósł w marcu 1993 w Rajdzie Portugalii. W tym samym roku wywalczył wicemistrzostwo świata. W latach 2012–2014 trzykrotnie z rzędu zdobywał tytuł mistrza Rumunii.
W swojej karierze Delecour wygrał łącznie 4 rajdy w mistrzostwach świata i 19 razy stawał na podium. Zdobył w nich łącznie 334 punkty i wygrał 214 odcinków specjalnych (stan na 1 października 2014).

## Kariera

### Początki
Delecour urodził się w mieście Hazebrouck. Swoją karierę rajdową rozpoczął w 1981 roku. Jego pierwszym samochodem rajdowym było Autobianchi A112 Abarth, którym pojechał w Rajdzie Pikardii. W kolejnych latach także startował jedynie w lokalnych rajdach Pikardii. W styczniu 1984 zadebiutował w mistrzostwach świata. Jadąc samochodem Talbot Samba wraz z pilotką Anne-Chantal Pauwels zajął wówczas 67. miejsce w Rajdzie Monte Carlo. W 1985 roku ponownie pojechał w Rajdzie Monte Carlo, tym razem Peugeotem 205 GTI. Nie ukończył jednak tego rajdu. W 1986 roku także wziął udział w Rajdzie Monte Carlo i znów go nie ukończył. Powodem wycofania się była awaria silnika. W tamtym roku pojechał w pierwszym swoim rajdzie w mistrzostwach Europy. W Rajdzie Ypres zajął 22. miejsce i 1. w grupie N2.
Rok 1987 Delecour rozpoczął od startu w styczniowym Rajdzie Monte Carlo. Zajął w nim 16. miejsce w klasyfikacji generalnej i 2. miejsce w grupie N2. W 1987 roku pojechał też w trzech rajdach mistrzostw Europy. W Rajdzie des Garrigues był szósty, w Rajdzie Alpin-Behra – jedenasty, a w Rajdu Ypres nie ukończył.
W 1988 roku Delecour wziął udział w dwóch rajdach mistrzostw Europy jadąc BMW M3. W październiku zajął 3. miejsce w Rajdzie Antibes. W Rajdzie du Var także był trzeci w klasyfikacji.
W 1989 roku Delecour rozpoczął starty samochodem Peugeot 309 GTI w zespole Peugeot France z nowym pilotem Christianem Gilbertem. W Rajdzie Alpin-Behra, odbywającym się w ramach mistrzostw Europy zajął 6. miejsce. Następnie w kwietniu pojechał w mistrzostwach świata, w Rajdzie Korsyki. Nie ukończył go jednak na skutek awarii alternatora. W 1989 roku wziął udział również w innych rajdach mistrzostw Europy. W Rajdzie des Garrigues zajął 5. miejsce, w Rajdzie Mont Blanc – 3. miejsce, w Rajdzie Antibes – 4. miejsce i w Rajdzie du Var – 3. miejsce.
W styczniu 1990 Delecour wystartował w Rajdzie Monte Carlo, w mistrzostwach świata. Zajął w nim 9. miejsce i zdobył swoje pierwsze dwa punkty w karierze w mistrzostwach świata. W 1990 roku wystartował w jeszcze jednym rajdzie mistrzostw świata, Rajdzie Korsyki. Na 11. odcinku specjalnym w jego Peugeocie 309 GTI doszło do awarii silnika i Francuz wycofał się z rajdu. W 1990 roku Delecour startował również w mistrzostwach Europy. W Rajdzie des Garrigues zajął 3. pozycję, w Rajdzie Alpin-Behra – 5. pozycję, w Rajdzie Mont Blanc – 4. pozycję, w Rajdzie Antibes – 4. pozycję i w Rajdzie du Var – 3. pozycję. Nie ukończył natomiast Rajdu Ypres z powodu wypadku.

### 1991-1995

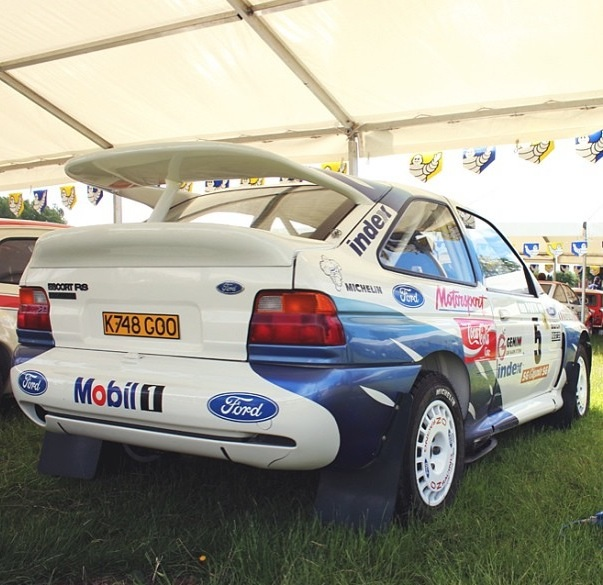
Ford Escort RS Cosworth, którym Delecour startował w Rajdzie Portugalii 1993

W 1991 roku Delecour został członkiem zespołu Q8 Team Ford. W sezonie 1991 startował samochodem Ford Sierra RS Cosworth 4x4. Swój debiut w nowym zespole zaliczył w styczniu, w Rajdzie Monte Carlo. Zajął w nim 3. miejsce za Carlosem Sainzem i Massimem Biasionem. Stanął tym samym po raz pierwszy w karierze na podium w rajdzie mistrzostw świata. W marcu Delecour wystartował w Rajdzie Portugalii. Na 10. odcinku specjalnym tego rajdu wypadł z trasy i wycofał się. Dwóch kolejnych rajdów mistrzostw świata Delecour także nie ukończył. W Rajdzie Korsyki i Rajdzie Grecji miał awarię dyferencjału. W październiku zajął 4. pozycję w Rajdzie San Remo. Po rajdzie San Remo nowym pilotem Delecoura został Daniel Grataloup. Wraz z Grataloupem Delecour po raz pierwszy wystartował w listopadowym Rajdzie Katalonii. Zajął w nim 3. pozycję za Arminem Schwarzem i Juhą Kankkunenem. W ostatnim rajdzie sezonu, Rajdzie Wielkiej Brytanii, Delecour zajął 6. miejsce. W sezonie 1991 zdobył 40 punktów w mistrzostwach świata i zajął 7. miejsce w klasyfikacji generalnej.
Sezon 1992 Delecour rozpoczął od startu w styczniowym Rajdzie Monte Carlo. W rajdzie tym zajął 4. pozycję. W marcu wziął udział w Rajdzie Portugalii, jednak nie ukończył go na skutek awarii silnika na 15. odcinku specjalnym. W maju Delecour stanął na podium Rajdu Korsyki. Był drugi, a do zwycięzcy, rodaka Didiera Auriola, stracił 1:26 minuty. W czerwcu Delecour dojechał do mety na 5. pozycji w Rajdzie Grecji, a z sierpniowego Rajdu Finlandii wyeliminował go wypadek. W październiku Delecour po raz drugi w sezonie stanął na podium. Zajął 3. miejsce w Rajdzie San Remo przegrywając jedynie ze zwycięzcą Andreą Aghinim i drugim w klasyfikacji Juhą Kankkunenem. W sezonie 1992 wystartował jeszcze w Rajdzie Katalonii, jednak nie ukończył go na skutek wypadnięcia z trasy na 11. odcinku specjalnym. W sezonie 1992 Delecour zajął 6. miejsce w klasyfikacji generalnej mistrzostw świata. Zdobył w nich 45 punktów.
W sezonie 1993 Delecour startował nowym samochodem, Fordem Escortem RS Cosworth. Po raz pierwszy wystartował w nim w styczniowym Rajdzie Monte Carlo. Od 2. do 20. odcinka specjalnego był liderem rajdu, jednak ostatecznie przegrał w nim z Didierem Auriolem o 15 sekund. W marcu Delecour wziął udział w Rajdzie Portugalii. Odniósł w nim swoje pierwsze zwycięstwo w mistrzostwach świata w karierze. Ukończył go z przewagą 55 sekund nad drugim Massimem Biasionem i 2:40 minuty nad trzecim Andreą Aghinim. W kwietniowym Rajdzie Korsyki Delecour także walczył o zwycięstwo. Ostatecznie wygrał go z przewagą 1:02 minuty nad Didierem Auriolem i 2:42 minuty nad François Chatriotem. Odbywającego się na przełomie maja i czerwca Rajdu Grecji Delecour nie ukończył. W jego Fordzie Escorcie doszło do awarii silnika. W sierpniu po raz czwarty w sezonie stanął na podium. Zajął wówczas 2. miejsce w Rajdzie Nowej Zelandii. Do zwycięzcy Colina McRae stracił 27 sekund. We wrześniu Delecour był trzeci w Rajdzie Australii. Przegrał w nim jedynie z dwoma fińskimi kierowcami, Juhą Kankkunenem i Arim Vatanenem. Kolejnego rajdu Delecour nie ukończył. Na 7. odcinku specjalnym uległ on wypadkowi. W przedostatnim rajdzie sezonu, Rajdzie Katalonii Delecour zwyciężył. Drugiego Auriola wyprzedził o minutę, a trzeciego Kankkunena o 4:09 minuty. Przed ostatnim rajdem sezonu, Rajdem Wielkiej Brytanii, Delecour nadal miał szanse na mistrzostwo świata. Do lidera mistrzostw Juhy Kankkunena tracił 13 punktów. Rajd Wielkiej Brytanii wygrał Kankkunen, a Delecour przyjechał na 4. pozycji, przez co został wicemistrzem świata.
Sezon 1994 Delecour rozpoczął od startu w Rajdzie Monte Carlo. Walczył w nim o zwycięstwo z Juhą Kankkunenem i ostatecznie wygrał ten rajd z przewagą 1:05 minuty nad Finem. W marcu wziął udział w Rajdzie Portugalii. Na 12. odcinku specjalnym wycofał się na skutek awarii silnika. W maju 1994 Delecour jadąc po zakupy samochodem przyjaciela, Ferrari F40, miał wypadek. Zderzył się z lokalnym kierowcą rajdowym, trenującym przed jednym z lokalnych rajdów. Rajdowiec nie doznał obrażeń, jednak Delecour doznał złamań stopy, przez co stracił połowę sezonu. W sierpniu wrócił do startów. Wystartował w Rajdzie Finlandii. Zajął w nim 4. miejsce. Październikowego Rajdu San Remo Delecour nie ukończył. Powodem wycofania się z rajdu były problemy z silnikiem. W listopadzie Delecour pojechał w Rajdzie Wielkiej Brytanii. Po 7. odcinku specjalnym został wykluczony z rajdu przez stewardów. Powodem wykluczenia było przypadkowe skrócenie trasy przez Francuza. W sezonie 1994 Delecour zajął 8. miejsce w mistrzostwach świata. Zdobył 30 punktów.
W sezonie 1995 Delecour nadal startował Fordem Escortem RS Cosworth, jednak już nie w zespole Forda, a w belgijskim zespole R.A.S. Ford. Sezon rozpoczął od startu w Rajdzie Monte Carlo. Zajął w nim 2. miejsce, a do zwycięzcy Carlosa Sainza stracił 2.25 minuty. Dwóch kolejnych rajdów Delecour nie ukończył. Z Rajdu Szwecji wyeliminowała go awaria silnika, a w Rajdzie Portugalii miał wypadek. W maju po raz drugi w sezonie stanął na podium. Zajął 2. miejsce w Rajdzie Korsyki przegrywając o 15 sekund z Didierem Auriolem. Następnie w lipcu Delecour zajął 6. pozycję w Rajdzie Nowej Zelandii. We wrześniu na skutek wypadku nie ukończył Rajdu Australii, a w październiku był czwarty w Rajdzie Katalonii. Z kolei w listopadzie wycofał się z Rajdu Wielkiej Brytanii z powodu awarii dyferencjału. W sezonie 1995 Delecour zajął 4. miejsce w mistrzostwach świata. Zdobył 46 punktów.

### 1996-2000

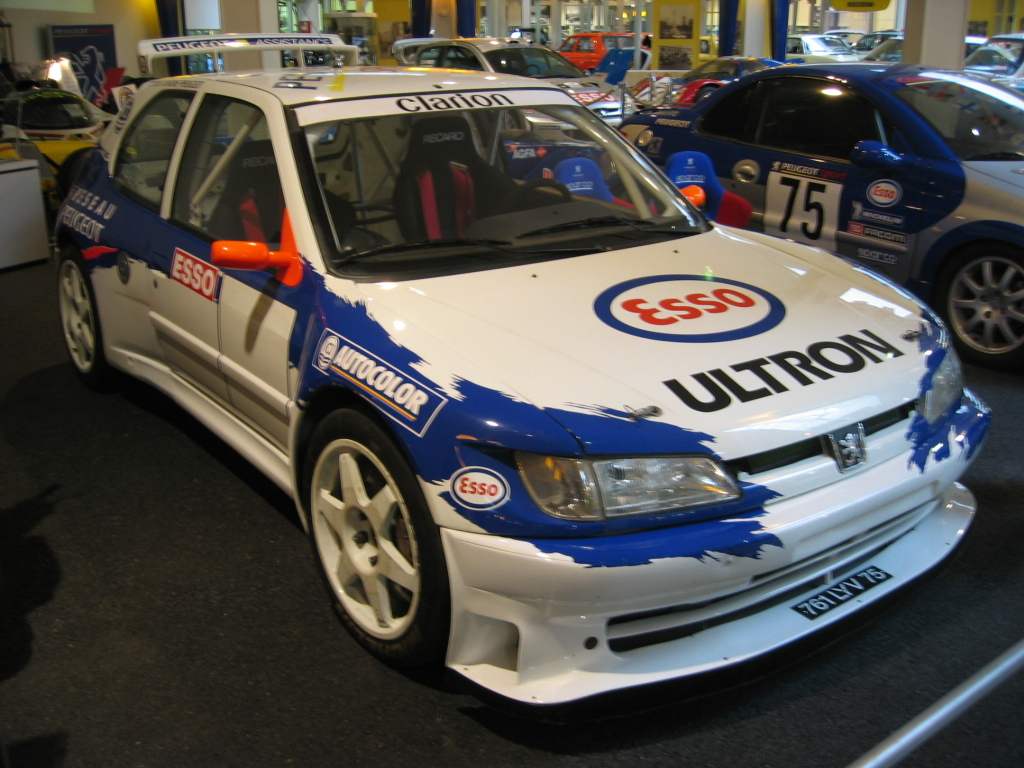
Peugeot 306 Maxi – tym samochodem Delecour startował w latach 1997-1998

Rok 1996 Delecour rozpoczął od startu w Rajdu Monte Carlo. Pojechał w nim samochodem Peugeot 306 Maxi z pilotem Hervém Sauvage'em. Zajął w tym rajdzie 2. miejsce i przegrał jedynie z rodakiem Patrickiem Bernardinim. W lutym wziął udział w Rajdzie Szwecji i był to jedyny start Delecoura w mistrzostwach świata w sezonie 1996. W szwedzkim rajdzie Francuz zajął 11. pozycję. Do końca 1996 roku Delecour startował jedynie w rajdach mistrzostw Europy i mistrzostw Francji. W marcu w Rajdzie El Corte Inglés (mistrzostwa Europy) zajął 2. miejsce. W mistrzostwach Europy stawał na podium jeszcze czterokrotnie: w Rajdzie Alzacji (3. miejsce), w Rajdzie Mont-Blanc (2. miejsce), Rajdzie Antibes (zwycięstwo) i Critérium des Cévennes (zwycięstwo). W mistrzostwach Francji zajął 3. miejsce za Gillesem Panizzim i Philippe'em Bugalskim.
Sezon 1997 Delecour rozpoczął od starcie w rajdzie mistrzostw Francji, Rajdzie Lyon-Charbonnières-Rhône, w którym zajął 2. miejsce, przegrywając o 2 sekundy z Gillesem Panizzim. W kwietniu wystartował w mistrzostwach świata, w Rajdzie Katalonii. Dojechał w nim na 5. pozycji, ale po zakończeniu rajdu został zdyskwalifikowany za naprawę i pomoc poza strefą serwisową. Następnie Delecour pojechał w innym rajdzie mistrzostw świata, Rajdzie Korsyki. Zajął w nim 4. pozycję tracąc do 3. w klasyfikacji Panizziego 17 sekund. W 1997 roku Delecour pojechał także w innych rajdach mistrzostw Francji oraz mistrzostw Europy. W rajdach mistrzostw Europy dwukrotnie stawał na podium. Był drugi w Rajdzie du Rouergue oraz zwyciężył w Rajdzie du Var. W sezonie 1997 Delecour zajął 3. miejsce w mistrzostwach Francji.
W styczniu 1998 roku Delecour pojechał w Rajdzie Monte Carlo w ramach mistrzostw świata. W rajdzie tym dojechał na 10. pozycji w klasyfikacji generalnej. W kwietniu wystartował w Rajdzie Katalonii. Zajął w nim 8. miejsce. W maju Delecour walczył o zwycięstwo w Rajdzie Korsyki. Ostatecznie zajął w nim 2. miejsce przegrywając ze zwycięzcą Colinem McRae o 27,2 sekundy. Czwartym i ostatnim rajdem mistrzostw świata, w którym Delecour pojechał w 1998 roku, był Rajd San Remo. Delecour nie ukończył go. Wycofał się na 17. odcinku specjalnym na skutek awarii układu elektrycznego. W 1998 roku Delecour wziął także udział w jednym rajdzie mistrzostw Europy. W Rajdzie du Condroz-Huy, w którym jechał samochodem Ford Escort WRC, zajął 3. lokatę.
Sezon 1999 Delecour rozpoczął od startu w Rajdzie Monte Carlo. Jadąc Fordem Escortem WRC był w nim czwarty. Do trzeciego Didiera Auriola stracił 8,4 sekundy. Następnie Delecour pojechał Toyotą Corollą WRC w mistrzostwach Europy, w Rajdzie El Corte Inglés. Odpadł z niego już na 1. odcinku specjalnym. W trakcie sezonu 1999 Delecour stał się członkiem fabrycznego zespołu Peugeota. Przez cały sezon miewał jednak problemy ze swoim Peugeotem 206 WRC. Rajdu Korsyki nie ukończył na skutek awarii układu elektrycznego, a Rajdu Grecji na skutek awarii układu napędowego. W Rajdzie Finlandii był dziewiąty, a w Rajdzie San Remo nie dojechał do mety z powodu problemów z układem elektrycznym. Z kolei zarówno z Rajdu Australii, jak i Rajdu Wielkiej Brytanii Delecoura wyeliminowała awaria skrzyni biegów.
Pierwszym rajdem sezonu 2000, w którym Delecour wystartował, był Rajd Monte Carlo. Francuz nie ukończył go na skutek awarii silnika na 7. odcinku specjalnym. Następnie był siódmy w Rajdzie Szwecji, piąty w Rajdzie Portugalii, siódmy w Rajdzie Katalonii, trzynasty w Rajdzie Argentyny i dziewiąty w Rajdzie Grecji. Z kolei z Rajdu Nowej Zelandii wypadł na skutek awarii skrzyni biegów, a w Rajdzie Finlandii dojechał na 6. pozycji. W Rajdzie Cypru Delecour po raz pierwszy w sezonie stanął na podium. Był w nim trzeci i przegrał jedynie z Carlosem Sainzem i Colinem McRae. W odbywającym się na przełomie września i października Rajdzie Korsyki Delecour walczył o zwycięstwo Gillesem Panizzim. Ostatecznie przegrał z rodakiem o 33,5 sekundy. W Rajdzie San Remo Delecour także był drugi i także przegrał z Panizzim, tym razem o 16,8 sekundy. W listopadowym Rajdzie Australii po raz czwarty z rzędu stanął na podium. Był trzeci za Marcusem Grönholmem i Richardem Burnsem. Z kolei w ostatnim rajdzie sezonu, Rajdzie Wielkiej Brytanii Delecour był szósty. W sezonie 2000 zajął 6. miejsce w mistrzostwach świata. Zdobył 24 punkty.

### 2001-2002

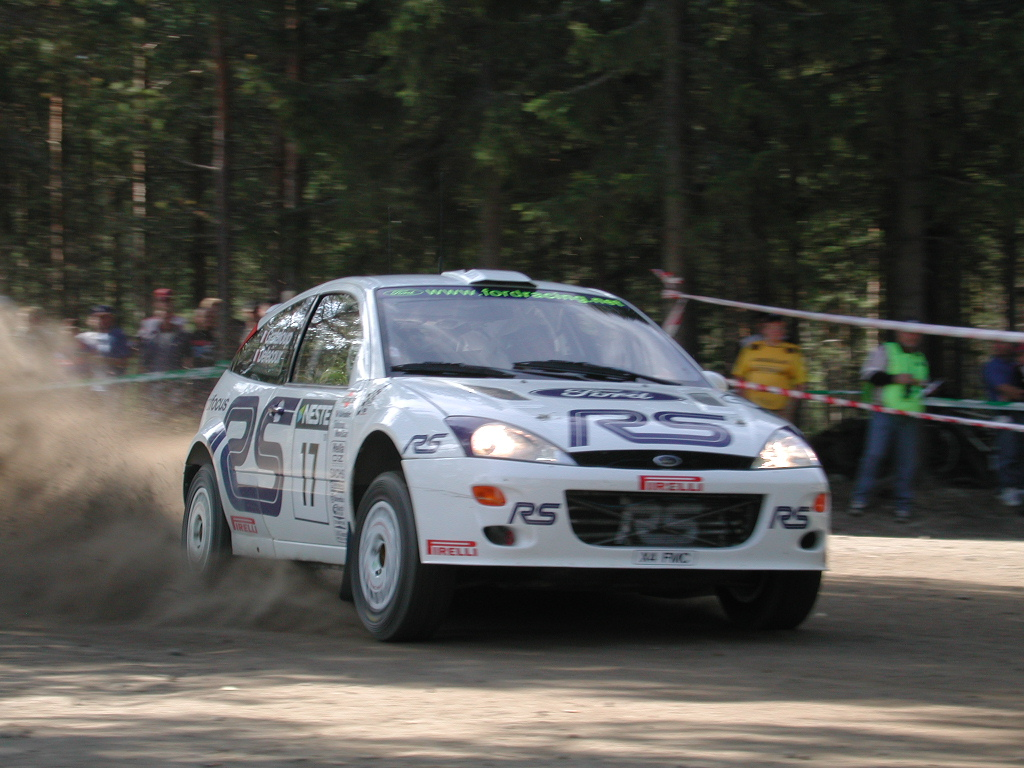
Delecour w Fordzie Focusie WRC podczas Rajdu Finlandii 2001

W styczniu 2001 Delecour został kierowcą zespołu Forda, w którym stał się trzecim kierowcą obok Carlosa Sainza i Colina McRae. Swój debiut w nowym zespole zaliczył w Rajdzie Monte Carlo. Startując w nim Fordem Focusem WRC zajął 3. miejsce i przegrał w nim jedynie z Tommim Mäkinenem oraz Sainzem. Następnie w lutowym Rajdzie Szwecji był piąty, podobnie jak w marcowym Rajdzie Portugalii. W drugiej połowie marca zajął 6. pozycję Rajdzie Katalonii, a w maju był siódmy w Rajdzie Argentyny. W czerwcu Delecour nie ukończył Rajdu Cypru. Powodem wycofania się Francuza z cypryjskich zawodów była awaria silnika na 12. odcinku specjalnym. Z kolei w Rajdzie Grecji Delecour zajął 5. lokatę. W lipcu Delecour wystartował w rajdzie mistrzostw Europy, Rajdzie Niemiec. Stanął w nim na podium. Był trzeci za Philippe'em Bugalskim i Raimundem Baumschlagerem. Następnie zajął 4. miejsce w Rajdzie Safari, a z Rajdu Finlandii wycofał się na skutek awarii układu napędowego. W Rajdzie Nowej Zelandii był dwunasty, w Rajdzie San Remo – szósty, a w Rajdzie Korsyki – dziesiąty. W listopadzie Delecour pojechał w Rajdzie Australii. Na 14. odcinku specjalnym uderzył w dwa drzewa. Jego pilot, Daniel Grataloup, został odwieziony do szpitala w Perth. Doznał kilku złamań, a także urazu prawego płuca. 14. oes został odwołany. W ostatnim rajdzie sezonu, Rajdzie Wielkiej Brytanii Delecour nie wziął udziału. W sezonie 2001 zdobył 15 punktów i zajął 9. pozycję w klasyfikacji generalnej.

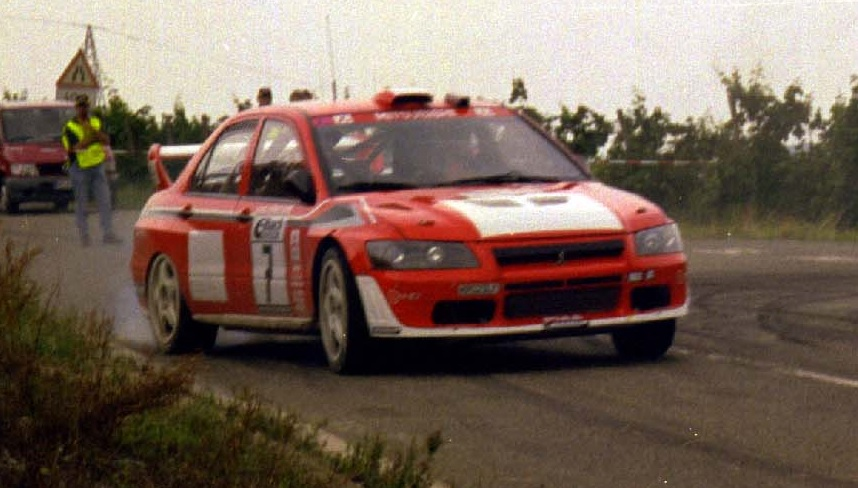
Delecour w Mitsubishi Lancerze WRC na odcinku specjalnym Rajdu Niemiec 2002

Przed sezonem 2002 Delecour odszedł z zespołu Forda i podpisał kontrakt z zespołem Mitsubishi. Jego partnerem w Mitsubishi został Szkot Alister McRae. W zespole Mitsubishi zadebiutował w styczniowym Rajdzie Monte Carlo. Jadąc Mitsubishi Lancerem WRC zajął w nim 9. pozycję. W lutowym Rajdzie Szwecji Delecour dojechał na 34. miejscu z powodu problemów w samochodem. Także w kolejnych rajdach Delecour nie zdobywał punktów w mistrzostwach świata. W Rajdzie Korsyki był siódmy, w Rajdzie Katalonii – dziewiąty, a w Rajdzie Cypru – trzynasty. Następnie nie ukończył Rajdu Argentyny, w którym miał wypadek, a w Rajdzie Akropolu dojechał na 11. miejscu. Nie ukończył zarówno Rajdu Safari, w którym doznał awarii silnika oraz Rajdu Finlandii, w którym uszkodził zawieszenie. W Rajdzie Niemiec Delecour był dziewiąty, w Rajdzie San Remo – dziesiąty, a w Rajdzie Nowej Zelandii – dziewiąty. W listopadowym Rajdzie Australii, podobnie jak rok wcześniej, Delecour miał wypadek. Wraz z pilotem Danielem Grataloupem zostali odwiezieni do szpitala w Perth na obserwację, jednak obaj nie doznali obrażeń. Innego listopadowego rajdu, Rajdu Wielkiej Brytanii, Delecour także nie ukończył z powodu wypadku.

### Od 2003

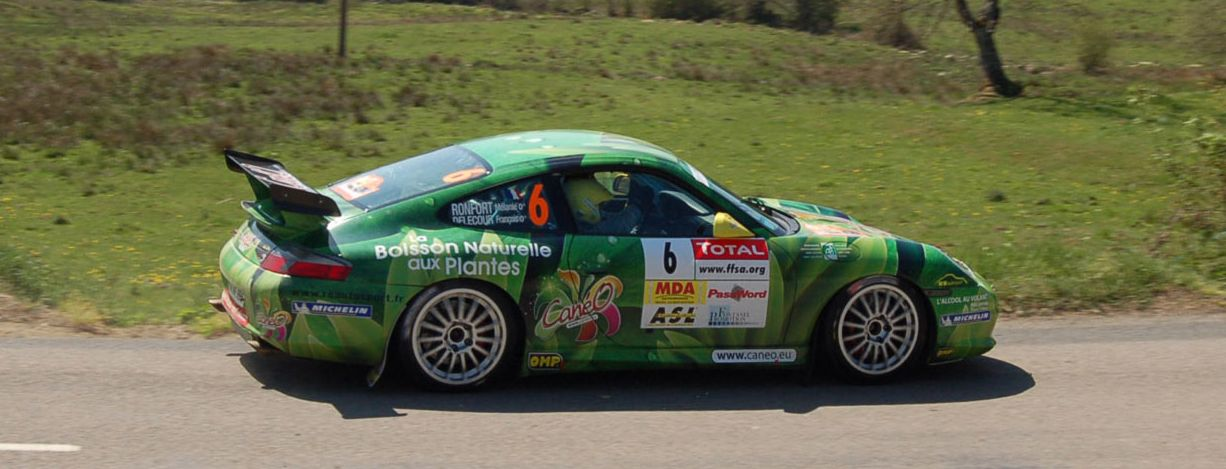
Delecour w samochodzie Porsche 996 GT34 podczas Rajdu Lyon-Charbonnière 2007

Po sezonie 2002 Delecour odszedł z zespołu Mitsubishi. W 2003 roku wystartował w jednym w rajdzie. W odbywającym się w ramach mistrzostw Europy na przełomie lipca i sierpnia Rajdzie Madery Delecour wystartował samochodem Peugeot 206 WRC w barwach zespołu H.F. Grifone SRL. W rajdzie tym zajął 3. miejsce za Miguelem Camposem i Brunem Thirym.
W 2005 roku Delecour wziął udział w Rajdzie Valais w mistrzostwach Szwajcarii. Pojechał w nim samochodem Renault Clio S1600 i zajął w nim 2. pozycję. Do zwycięzcy rajdu, Oliviera Gilleta stracił 2:12,6 minuty.
W 2007 roku Delecour startował Porsche 996 GT34 w asfaltowych mistrzostwach Francji, jednak w tych zawodach nie osiągnął sukcesów. Do rajdów wrócił w 2011 roku. Wtedy też wystartował w odbywającym się w ramach Intercontinental Rally Challenge, Rajdzie Monte Carlo. Jadąc Peugeotem 207 S2000 zajął w nim 5. miejsce. W lipcu pojechał Dacią Logan w jednym z rajdów o mistrzostwo Rumunii, Rajdzie Sibiu. Dojechał w nim na 17. pozycji w klasyfikacji generalnej.

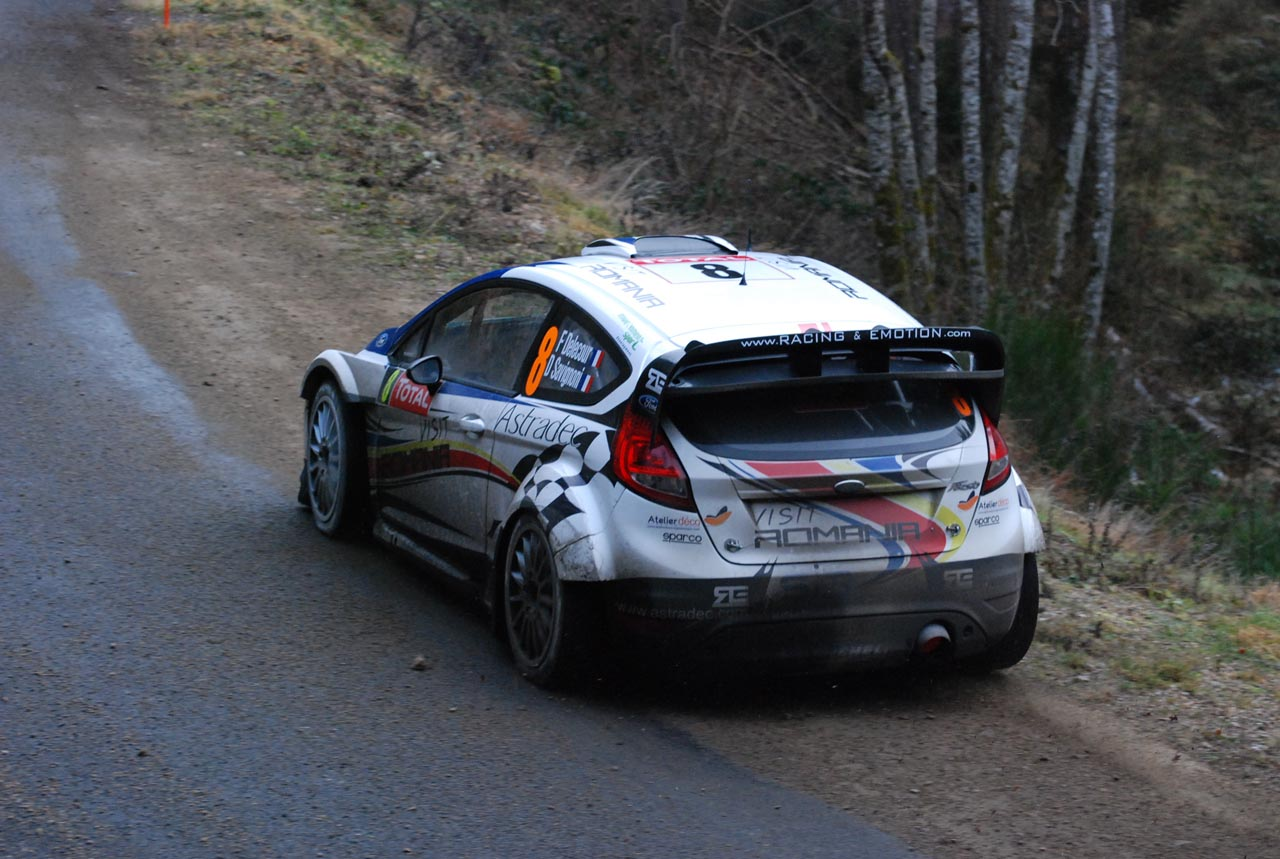
Delecour w Fordzie Fieście RS WRC na jednym z odcinków specjalnych Rajdu Monte Carlo 2012

Rok 2012 Delecour rozpoczął od startu w Rajdzie Monte Carlo w mistrzostwach świata. Jadąc samochodem Ford Fiesta RS WRC z pilotem Dominikiem Savignonim zajął w nim 6. miejsce. W marcu rozpoczął starty w rajdach o mistrzostwo Rumunii samochodem Renault Mégane RS, a następnie także Peugeotem 207 S2000. W maju zwyciężył w Rajdzie Moldovei, a do końca sezonu wygrał jeszcze trzy inne rajdy o mistrzostwo Rumunii: Rajd Aradului, Rajd Tara Barsei i Rajd Iaşului-Dunlop. Dzięki tym zwycięstwom wywalczył swoje pierwsze rajdowe mistrzostwo Rumunii. W 2012 roku pojechał również w dwóch rajdach Intercontinental Rally Challenge. W pierwszym z nich, Rajdzie Korsyki, zajął 15. miejsce. Z kolei w lipcu wystartował w Rajdzie Sibiu. Zajął w nim 3. miejsce za Andreasem Mikkelsenem i Patrikiem Flodinem.
W 2013 roku Delecour startował w cyklu mistrzostw Europy oraz ponownie mistrzostw Rumunii. W mistrzostwach Europy pojechał w czterech rajdach. W austriackim Rajdzie Jänner zajął 7. pozycję. W lutym wziął udział w łotewskim Rajdzie Liepāja Ventspils. Stanął w nim na podium. Był trzeci i przegrał jedynie z Jarim Ketomaa i Craigiem Breenem. W maju zajął 5. miejsce w Rajdzie Korsyki. Natomiast w lipcu był drugi w rumuńskim Rajdzie Sibiu. Do zwycięzcy, Jana Kopecky'ego stracił 3:02,8 minuty. W mistrzostwach Rumunii zwyciężył pięciokrotnie. Wygrał takie rajdy jak: Tess Rally, Rajd Timis, Rajd Transylwanii, Rajd Arafului i Rajd Moldovei. Po raz drugi w karierze wywalczył mistrzostwo Rumunii.
Rok 2014 Delecour rozpoczął od startu w mistrzostwach świata, w Rajdzie Monte Carlo. Pojechał w nim Fordem Fiestą RS WRC, jednak już na 1. odcinku specjalnym wycofał się z powodu zablokowania się pedału gazu. W mistrzostwach Rumunii, w których jechał Peugeotem 207 S2000 oraz Subaru Imprezą STi N14, zwyciężył czterokrotnie: w Tess Rally, Rajdzie Dunaju, Rajdzie Transylwanii i Rajdzie Moldovei. Po raz trzeci w karierze został rajdowym mistrzem Rumunii. W październiku pojechał samochodem Porsche 997 GT3 w mistrzostwach świata, w Rajdzie Alzacji. Zajął w nim 37. miejsce.

## Życie prywatne
Delecour jest mężem Priscilli (z domu de Belloy), byłej modelki. Startowała ona również w rajdach. Zwyciężyła między innymi w mistrzostwach Francji Kobiet. Brała również udział w kilku rajdach mistrzostw świata i mistrzostw Europy. Od 1998 roku pomaga swojemu mężowi w robieniu notatek na szutrowych trasach. Delecour ma czterech synów.

## Zwycięstwa w Mistrzostwach Świata
| Nr | Rajd             | Sezon | Pilot            | Samochód                |
| -- | ---------------- | ----- | ---------------- | ----------------------- |
| 1  | Rajd Portugalii  | 1993  | Daniel Grataloup | Ford Escort RS Cosworth |
| 2  | Rajd Korsyki     | 1993  | Daniel Grataloup | Ford Escort RS Cosworth |
| 3  | Rajd Katalonii   | 1993  | Daniel Grataloup | Ford Escort RS Cosworth |
| 4  | Rajd Monte Carlo | 1994  | Daniel Grataloup | Ford Escort RS Cosworth |

## Starty w rajdach WRC
| Legenda oznaczeń w tabelach dot. wyników | Legenda oznaczeń w tabelach dot. wyników |
| Oznaczenie                               | Wyjaśnienie |
| ---------------------------------------- | --- |
| Złoty                                    | Zwycięzca |
| Srebrny                                  | 2. miejsce |
| Brązowy                                  | 3. miejsce |
| Zielony                                  | Ukończył, punktował (w klasyfikacji generalnej gdy kierowca był sklasyfikowany oznacza zdobycie punktów w rajdzie poza trzema powyższymi opcjami) |
| Niebieski                                | Ukończył, nie punktował |
| Różowy                                   | Nie ukończył (NU) |
| Czarny                                   | Zdyskwalifikowany (DK) |
| Biały                                    | Nie został zgłoszony (-) |

| Sezon | Zespół                         | Samochód                        | 1      | 2     | 3     | 4      | 5     | 6     | 7     | 8     | 9     | 10    | 11    | 12    | 13    | 14 | 15 | 16 | Punkty | Miejsce |
| ----- | ------------------------------ | ------------------------------- | ------ | ----- | ----- | ------ | ----- | ----- | ----- | ----- | ----- | ----- | ----- | ----- | ----- | -- | -- | -- | ------ | ------- |
| 1984  | François Delecour              | Talbot Samba Rallye             | MCO 67 | SWE - | POR - | KEN -  | FRA - | GRE - | NZL - | ARG - | FIN - | ITA - | CIV - | GBR - |       |    |    |    | 0      | -       |
| 1986  | François Delecour              | Peugeot 205 GTI                 | MCO NU | SWE - | POR - | KEN -  | FRA - | GRE - | NZL - | ARG - | FIN - | CIV - | ITA - | GBR - | USA - |    |    |    | 0      | -       |
| 1987  | François Delecour              | Peugeot 205 GTI                 | MCO 20 | SWE - | POR - | KEN -  | FRA - | GRE - | USA - | NZL - | ARG - | FIN - | CIV - | ITA - | GBR - |    |    |    | 0      | -       |
| 1989  | François Delecour              | Peugeot 309 GTI                 | SWE NU | MCO - | POR - | KEN -  | FRA - | GRE - | NZL - | ARG - | FIN - | AUS - | ITA - | CIV - | GBR - |    |    |    | 0      | -       |
| 1990  | Peugeot France                 | Peugeot 309 GTI                 | MCO 9  | POR - | KEN - | FRA NU | GRE - | NZL - | ARG - | FIN - | AUS - | ITA - | CIV - | GBR - |       |    |    |    | 2      | 54.     |
| 1991  | Q8 Team Ford                   | Ford Sierra RS Cosworth 4x4     | 3      | -     | NU    | -      | NU    | NU    | -     | -     | -     | -     | 4     | -     | 3     | 6  |    |    | 40     | 7.      |
| 1992  | Ford Motor Co.                 | Ford Sierra RS Cosworth 4x4     | 4      | -     | NU    | -      | 2     | 5     | -     | -     | NU    | -     | 3     | -     | NU    | -  |    |    | 45     | 6.      |
| 1993  | Ford Motor Co.                 | Ford Escort RS Cosworth         | 2      | -     | 1     | -      | 1     | NU    | -     | 2     | -     | 3     | NU    | 1     | 4     |    |    |    | 112    | 2.      |
| 1994  | Ford Motor Co.                 | Ford Escort RS Cosworth         | 1      | NU    | -     | -      | -     | -     | -     | 4     | NU    | DK    |       |       |       |    |    |    | 30     | 8.      |
| 1995  | R.A.S. Ford                    | Ford Escort RS Cosworth         | 2      | NU    | NU    | 2      | 6     | NU    | 4     | NU    |       |       |       |       |       |    |    |    | 46     | 4.      |
| 1996  | Ford Motor Co.                 | Ford Escort RS Cosworth         | 11     | -     | -     | -      | -     | -     | -     | -     | -     |       |       |       |       |    |    |    | 0      | -       |
| 1997  | Peugeot Sport                  | Peugeot 306 Maxi                | -      | -     | -     | -      | DK    | 4     | -     | -     | -     | -     | -     | -     | -     | -  |    |    | 3      | 17.     |
| 1998  | Peugeot Sport                  | Peugeot 306 Maxi                | 10     | -     | -     | -      | 8     | 2     | -     | -     | -     | -     | NU    | -     | -     |    |    |    | 6      | 10.     |
| 1999  | François Delecour Peugeot Esso | Ford Escort WRC Peugeot 206 WRC | 4      | -     | -     | -      | -     | NU    | -     | NU    | -     | 9     | -     | NU    | NU    | NU |    |    | 3      | 16.     |
| 2000  | Peugeot Esso                   | Peugeot 206 WRC                 | NU     | 7     | -     | 5      | 7     | 13    | 9     | NU    | 6     | 3     | 2     | 2     | 3     | 6  |    |    | 24     | 6.      |
| 2001  | Ford Motor Co.                 | Ford Focus WRC                  | 3      | 5     | 5     | 6      | 7     | NU    | 5     | 4     | NU    | 12    | 6     | 10    | NU    | -  |    |    | 15     | 9.      |
| 2002  | Marlboro Mitsubishi Ralliart   | Mitsubishi Lancer WRC           | 9      | 34    | 7     | 9      | 13    | NU    | 11    | NU    | NU    | 9     | 10    | 9     | NU    | NU |    |    | 0      | -       |
| 2012  | M-Sport Ford World Rally Team  | Ford Fiesta RS WRC              | 6      | -     | -     | -      | -     | -     | -     | -     | -     | -     | -     | -     | -     |    |    |    | 8      | 17.     |
| 2014  | François Delecour              | Ford Fiesta RS WRC Porsche 997  | NU     | -     | -     | -      | -     | -     | -     | -     | -     | -     | 37    | -     | -     |    |    |    | 0      |         |

## Starty w rajdach IRC
| Sezon | Zespół            | Samochód          | 1     | 2     | 3     | 4      | 5     | 6     | 7     | 8     | 9     | 10    | 11    | 12    | 13    | Punkty | Miejsce |
| ----- | ----------------- | ----------------- | ----- | ----- | ----- | ------ | ----- | ----- | ----- | ----- | ----- | ----- | ----- | ----- | ----- | ------ | ------- |
| 2011  | François Delecour | Peugeot 207 S2000 | MON 5 | KAN - | KOR - | JAŁ -  | YPR - | AZO - | BAR - | MEC - | SAN - | SZK - | CYP - |       |       | 10     | 19.     |
| 2012  | François Delecour | Peugeot 207 S2000 | AZO - | KAN - | IRE - | KOR 15 | TAR - | YPR - | SMR - | SIB 3 | BAR - | JAŁ - | SLI - | SAN - | CYP - | 15     | 26.     |